# Agaricostilbomycetes
Agaricostilbomycetes er en klasse i Basidiesvampe rækken.